# Мартіна Беслер
Мартіна Беслер (нім. Martina Boesler, 18 червня 1957) — східнонімецька академічна веслувальниця.
Олімпійська чемпіонка 1980 року в складі вісімки.
Срібна призерка Чемпіонату світу 1979 року в складі вісімки. Молодша сестра веслувальниці Петри Беслер.